# Montaperto
Montaperto er en italiensk bydele i Agrigento, i regionen Sicilien i Italien, med omkring  indbyggere.